# أنطوان هالي
أنطوان هالي (بالفرنسية: Antoine Halley)‏ هو شاعر فرنسي، ولد في 1593، وتوفي في 3 يونيو 1675.